# Land- und Stadtgericht Insterburg
Das Land- und Stadtgericht Insterburg war von 1837 bis 1849 ein preußisches Land- und Stadtgericht mit Sitz in Insterburg.

## Geschichte
Das Land- und Stadtgericht Insterburg wurde 1837 aus dem Stadtgericht Insterburg und dem Justizamt Insterburg gebildet. Es war ein Gericht 1. Klasse im Sprengel des Oberlandesgerichts Insterburg.
1837 umfasste der Gerichtsbezirk die Stadt Insterburg mit 8641 Gerichtseingesessenen und 299 Ortschaften mit 35.828 Gerichtseingesessenen (zusammen also 44.469 Gerichtseingesessene). Am Gericht waren ein Direktor, vier Richter und elf weitere Mitarbeiter beschäftigt.
Nach der Märzrevolution wurden 1849 einheitlich Kreisgerichte gebildet. In Insterburg entstand das Kreisgericht Insterburg.